# Immunität (Medizin)
Immunität (lateinisch immunitas für ‚Freiheit von etwas‘ in Bezug auf die Gesundheit „Freiheit von Krankheit“, „immunis“ als Eigenschaftswort für „gefeit gegen / frei von“) ist die angeborene oder durch Kontakt mit  Pathogenen erworbene Unempfänglichkeit des Organismus gegenüber bestimmten Infektionskrankheiten.
Der Begriff bezeichnet dabei den biologischen Zustand eines Organismus, in welchem dieser ausreichende Abwehrmechanismen gegenüber bestimmten, krankmachenden Antigenen, wie z. B. Viren und Bakterien besitzt und deren krankmachender Wirkung gegenüber unempfänglich ist.
Eine Theorie der Immunität formulierte 1904 Jules Bordet.
Nach der Herkunft sind zu unterscheiden die meist unspezifische, angeborene Immunität und die erworbene Immunität, welche als ein erregerspezifischer Schutz natürlich erworben sein kann (z. B. nach einer Infektion, Erkrankung oder durch Stille Feiung) oder aber künstlich durch Impfung erworben wurde.
Nach dem Mechanismus, der zur Immunität gegenüber bestimmten Pathogenen geführt hat, werden in der modernen Immunitätslehre unterschieden:
1. eine humorale Immunität durch spezialisierte Antikörper, die in den Körperflüssigkeiten (Blut, Lymphe) befindliche Antigene binden
2. eine zellvermittelte Immunität (Gewebeimmunität, vermittelt über spezifisch sensibilisierte, immunkompetente Zellen).

Nach der Dauer besteht eine Immunität: temporär (vorübergehend, kurzzeitig), länger anhaltend oder lebenslang.

## Physiologische Grundlagen
Ob der Kontakt mit einem Pathogenen zu einer Erkrankung führt, hängt außer von dessen Pathogenität und  Virulenz vom Immunsystem eines Organismus ab.
Die erste Verteidigungslinie ist die Haut bzw. die Schleimhaut, die beim Säugling besonders verletzbar ist. Ihr Schutz wird durch die mechanische und chemische Wirkung der Sekrete erhöht.
Bei einer Schutzwirkung durch Antibiose kann es durch die hemmende oder abtötende Wirkung auf die Bakterienflora eines Organismus zu einer Fehlbesiedlung mit resistenten Pathogenen kommen. Werden z. B. durch die Antibiotika gewisse Bakterien unterdrückt, so können andere, wie resistente Staphylokokken oder Pilze, sich ungehemmt vermehren und pathogen werden.
Hat eine Infektion stattgefunden, so hängt deren Verlauf von der Fähigkeit des Immunsystems ab, durch eine gezielte Immunantwort, krankheitserregende Mikroorganismen oder Substanzen zu eliminieren und so den Organismus vor dem schweren Verlauf einer Infektionskrankheit zu schützen. Man unterscheidet eine angeborene Immunität unspezifischer und spezifischer Art. Diese kann permanent sein, wie z. B. die Immunität des Menschen gegen Tierkrankheiten, oder auch nur vorübergehend, wie z. B. die Immunität der Neugeborenen gegen Scharlach.
Die einzelnen Infektionskrankheiten immunisieren sehr verschieden, einige erzeugen eine lebenslange Immunität, z. B. die Masern, während andere, z. B. Scharlach, einen guten, aber doch nicht ganz zuverlässigen Schutz geben, weshalb wiederholte Erkrankungen vorkommen können. Beim Denguefieber entstehen zwar schützende Antikörper gegen den infizierenden Subtyp des Dengue-Virus; diese wirken bei einer erneuten Infektion durch ein Dengue-Virus der drei anderen Subtypen des Virus jedoch infektionsverstärkend und steigern deren Pathogenität.
Gewisse akute Infektionskrankheiten, wie Masern, Diphtherie, Scharlach u. a., werden auch ansteckende Kinderkrankheiten genannt.

## Immunitätsarten

### Angeborene Immunität
Die angeborene Immunität besteht von Geburt an und wurde dem Embryo und später dem Fötus meist über die Plazenta durch Antigene/Antikörper der Mutter vererbt. Zur Abwehr von Pathogenen stehen dem Immunsystem dabei eine Vielzahl von Zelltypen und löslichen Faktoren zur Verfügung, die unabhängig voneinander schnell und effizient wirken können: Nur Minuten nach dem Eindringen von Krankheitserregern werden die meisten erkannt und angegriffen. Oftmals bereits nach wenigen Stunden sind sie vollständig beseitigt. In vielen Fällen bewirkt bereits die angeborene Immunität, dass Infektionen zuverlässig vom Immunsystem abgewehrt werden können.

### Erworbene Immunität
Die erworbene Immunität, auch als adaptive Immunität bezeichnet, wird nach der Geburt vom Organismus erworben. Dabei werden humorale Immunität und zellvermittelte Immunität unterschieden.
Die adaptive Immunität kann durch Infektionskrankheiten oder Impfung erworben werden. Bei einer Impfung unterscheidet man zwischen der aktiven und der passiven Immunisierung. Aktive Immunisierungsverfahren sind die früher praktizierte Immunisierung mit virulenten Erregern mittels Variolation, die Schutzimpfung mit abgeschwächten Krankheitserregern (Lebendimpfstoffe), die Immunisierung mit inaktivierten (abgetöteten) Erregern (Totimpfstoff) und die Immunisierung mit Toxinen (vgl. Totimpfstoff/Eigenschaften) bzw. Toxoiden (Toxoidimpfstoffe).
Genetische Erkenntnisse und daraus abgeleitete Herstellungsverfahren ermöglichen heute, Vektorimpfstoffe, wie die COVID-19-Impfstoffe Vaxzevria von AstraZeneca und Ad26.COV2.S von Janssen Pharmaceutica (J&J), und auch mRNA-Impfstoffe, wie die COVID-19-Impfstoffe Tozinameran von BioNTech und mRNA-1273 von Moderna, zu verimpfen. Diese Impfstoffe bewirken, dass dem Immunsystem des Menschen nur Bestandteile des Coronavirus SARS-CoV-2 präsentiert werden, und veranlassen es so zu einer Immunreaktion. Im Ergebnis ist der Organismus bei einer Infektion mit dem Virus zeitweilig besser vor schweren Verläufen der COVID-19-Erkrankung geschützt.

#### Humorale Immunität
Im Zuge der humoralen Immunantwort entstehen Antikörper, die an infizierte Zellen und Pathogene (Krankheitserreger) binden und deren Aktivität hemmen. Diese werden als neutralisierende Antikörper bezeichnet.

#### Zellvermittelte Immunität
Bei der zellvermittelten Immunität greifen zytotoxische T-Zellen infizierte Körperzellen an und zerstören sie. Sie reagieren auf Antigene, die sich auf der Zellmembran von Körperzellen befinden.

### Antiinfektiöse Immunität
Die Antiinfektiöse Immunität ist der Schutz vor Eindringen von krankmachenden (pathogenen) Mikroorganismen in den Wirt (Makroorganismus) oder deren Vermehrung im Wirt.

### Antitoxische Immunität
Die antitoxische Immunität ist der Schutz vor Endo- oder Exotoxinen sowie vor pflanzlichen oder tierischen Giften.

### Sterile Immunität
Die sterile Immunität ist der Schutz vor Weitergabe (Transmission) des Erregers an Dritte durch die geimpfte und infizierte Person und damit einer der Faktoren, die über das Erreichen einer Herdenimmunität entscheiden.

### Klinische Immunität
Die klinische Immunität  bedeutet den (mehr oder weniger umfassenden) Schutz der geimpften Person vor Symptomen.

### Unspezifische Immunität
Die unspezifische Immunität  ist als natürliche Resistenz zu werten. Z. B. sind die Maul- und Klauenseuche oder die klassische Schweinepest nicht auf den Menschen übertragbar. Ebenfalls sind damit die physikalischen oder biologischen Schutzmechanismen des Organismus zu verstehen, wie die Haut-Schleimhaut-Barriere.

### Natürliche Immunität
Die natürliche Immunität ist genetisch bedingt durch das Vorhandensein natürlicher Antikörper ohne früheren Kontakt mit pathogenen Keimen oder anderen für den Organismus schädlichen Substanzen.

### Paraimmunität
Die Paraimmunität oder Paramunität ist die künstlich erworbene Immunität oder erhöhte Abwehrbereitschaft für eine kurze Zeitspanne (meist 1 bis 2 Wochen). Paraimmunität kann durch die Verabreichung abgeschwächter Bakterien- oder Virusbestandteile, oder pflanzliche oder synthetische Extrakte erworben werden (Paramunisierung).

### Präimmunität
Die Präimmunität besteht, wenn eine Person lebende Krankheitserreger in sich trägt und diese weitergibt, aber selbst nicht daran erkrankt (etwa bei Malaria).

### Kreuzimmunität
Eine Infektion mit einem von mehreren Erregertypen schützt nach überstandener Infektion zugleich vor einer weiteren Infektion mit einem der anderen Typen. Ein bekanntes Beispiel sind die Kuhpocken, deren Infektion auch einen Schutz vor den Pocken bietet. Eine weitere wichtige Bedeutung hat die unspezifische Kreuzimmunität bei der Ausbildung der Isoagglutinine. Die Isoagglutinine entstehen etwa in den ersten sechs Lebensmonaten im Kontakt mit Antigenen bakteriellen Ursprungs, die den AB0-Antigenen (AB0-System der Blutgruppen) gleichen. Da gegen körpereigene Merkmale normalerweise keine Antikörper gebildet werden, fehlen jeweils die Antikörper, die zur eigenen Blutgruppe korrespondieren.